# القديس فينسنت (فلم)
القديس فينسنت (بالإنجليزية: St. Vincent) هو فيلم كوميدي أُنتج في الولايات المتحدة وصدر في سنة 2014. من بطولة بيل موري وميليسا مكارثي ونعومي واتس وجايدن مارتيل.

## الميزانية والإيرادات
بلغت تكلفة إنتاج الفيلم حوالي 13 مليون دولار بينما حقق إيرادات تقدر بـ 54.8 مليون دولار.

## وصلات خارجية
- مقالات تستعمل روابط فنية بلا صلة مع ويكي بيانات